# Voisinage de von Neumann

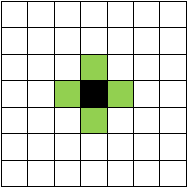
Les quatre cellules vertes constituent le voisinage de von Neumann de la cellule noire

Dans un automate cellulaire, le voisinage de von Neumann d'une cellule est constitué des quatre cellules adjacentes à celle-ci (horizontalement et verticalement).